# La Cabine des amoureux
Pour plus de détails, voir Fiche technique et Distribution.
La Cabine des amoureux (titre original : Casotto) est un film italien réalisé par Sergio Citti, sorti le 28 octobre 1977.

## Synopsis
Pendant un chaud dimanche du mois d'août, dans une spacieuse cabine collective sur la plage publique d'Ostie, nous voyons arriver une équipe féminine de basket-ball ; deux jeunes soldats adeptes du culturisme ; deux pompistes avec leurs filles ; un prêtre auquel la nature a joué un bien vilain tour ; deux grands-parents avec leur petite-fille enceinte qu'ils tentent de refiler à un cousin naïf venu des Abruzzes ; deux femmes qui essaient de « coincer » un agent d'assurances à qui on ne la fait pas ; un couple de coiffeurs qui a choisi cet endroit pour pouvoir consommer le premier rapport amoureux.
Malheureusement les attentes de tout ce beau monde vont être déçues et une averse violente et imprévue les force tous à un retour en ville précipité.

## Fiche Technique
- Titre français : La Cabine des amoureux ou Si la plage m'était contée[1]
- Titre original italien : Casotto
- Réalisation : Sergio Citti
- Scénario : Sergio Citti et Vincenzo Cerami d'après sa nouvelle
- Photographie : Tonino Delli Colli
- Montage : Nino Baragli
- Musique : Gianni Mazza
- Décors : Dante Ferretti
- Producteur : Mauro Berardi et Gianfranco Piccioli
- Pays de production :  Italie
- Langue originale : italien
- Format : Couleur - 1,85:1 - Son mono - 35 mm
- Genre : comédie
- Durée : 106 minutes
- Dates de sortie :
  - Italie : 28 octobre 1977
  - France : 9 mai 1979[1]

## Distribution
- Jodie Foster (VF : Séverine Morisot) : Teresina Fedeli
- Mariangela Melato (VF : Nanette Corey) : Giulia
- Michele Placido (VF : Jean-François Vlérick) : Vincenzino
- Gigi Proietti (VF : Pierre Arditi) : Gigi
- Paolo Stoppa (VF : André Valmy) : le grand-père
- Ugo Tognazzi (VF : Jacques Deschamps) : Alfredo Cerquetti
- Franco Citti (VF : Patrick Floersheim) : Nando
- Anna Melato (VF : Francine Lainé) : Bice
- Catherine Deneuve (VF : elle-même) : la femme du rêve
- Carlo Croccolo (VF : Jacques Balutin) : Carlo
- Ninetto Davoli : le photographe
- Katy Marchand (VF : Sylvie Feit) : Ketty
- Gianni Rizzo (VF : Henry Djanik) : l'entraîneur de l'équipe de filles
- Clara Algranti (VF : Béatrice Delfe) : Gloria
- Flora Carabella : la grand-mère
- McKenzie Bailey (VF : Jacques Lalande) : le prêtre à bacchantes
- Massimo Bonetti (VF : José Luccioni) : le soldat culturiste
- Julie Sebestyen (VF : Martine Messager) : Jole

## Autour du film
- Le film présente une distribution d'un remarquable niveau artistique. Entièrement tourné à l'intérieur d'une cabine collective de service à la plage, il permet d'observer le contraste criant qui s'est opéré en Italie entre les coutumes morales rigides et la révolution sexuelle qui envahit tout à la fin des Années 1970.
- Le film est sorti deux jours après Moi, fleur bleue, également avec Jodie Foster, et aborde le même sujet : la révolution sexuelle.Sur une des affiches du film[2], la cabine avec sa toile aux rayures rouges , rappelle une des chemises avec des rayures[3] de Jodie Foster dans Moi, fleur bleue. Le mot Casotto , zébré de bleu sur l’affiche ,rappelle la couverture du lit de Jodie Foster dans Moi, fleur bleue et son maillot de bain dans Casotto [4].
- En 1935 dans le film Une nuit à l'opéra, la cabine d’un paquebot recevait déjà une population hétéroclite. La chanson le Gaz de Jacques Brel était inspirée de la cabine des Marx Brothers dans ce dernier film[5]   .